# Boris Godunov
Boris Fjodorovič Godunov (rusko Бори́с Фёдорович Годуно́в), ruski car, * 1551, † 23. april 1605, Moskva.
Boris Godunov je že kot regent slaboumnega carja Fjodora I. združil vso oblast v svojih rokah. Po Fjodorovi smrti se je pustil izvoliti za carja. Bil je razumen in sposoben vladar, ki je utrjeval odnose s sosedi in skrbel za napredek države. S policijskimi metodami je spretno in brezkompromisno obvladoval tudi zarotniške poskuse sovražnih mu bojarjev. Zaradi tega in ker mu je ljudstvo pripisovalo krivdo za skrivnostno smrt carjeviča Dimitrija (ki je leta 1591 Borisu odprla pot do prestola), pa je postajal vse bolj osovražen. Huda lakota in kuga v letih 1601-04 sta še povečali nezadovoljstvo ljudi in ustvarila razmere, ki so omogočile, po nenadni Borisovi smrti, hitri vzpon samozvanega Lažnega Dimitrija.

## Borisov vzpon do bojarja na dvoru Ivana Groznega
Boris Godunov je bil potomec tatarske plemiške rodbine Saburov-Godunov, ki se je v 14. stoletju preselila v Moskovsko veliko kneževino. Rasel je na opričnini in si pridobil zaupanje carja Ivana Groznega. Bil je pameten in hraber, željan oblasti in je vedel, kaj hoče. Leta 1571 se je poročil s hčerko najtesnejšega carjevega sodelavca, opričnika Marjuta Skuratova. Car je leta 1580 poročil svojega sina, carjeviča Fjodora, z Borisovo sestro Ireno in istočasno Borisa povišal v bojarja.

## Boris kot regent carja Fjodora I.
Malo pred svojo smrtjo je Ivan Grozni imenoval petčlanski direktorij, ki naj bi vodil državo v imenu slaboumnega Fjodora, in vanj poleg štirih predstavnikov visokega plemstva imenoval Borisa Godunova. Boris je imel na dvoru položaj velikega konjušnika; tej vlogi je uspel dodati široke pristojnosti in veliko oblasti v državniških poslih. Postopoma je spretno, ne da bi se umazal, izločal iz igre ljudi, ki bi ga lahko zaustavili na poti do oblasti. Dosegel je, da so carjeviču Dimitrju in njegovi rodbini uredili v Ugliču samostojen dvor in s tem od Moskve oddaljil tri njegove strice.
Mnogi bojarji so imeli Godunova za uzurpatorja in so skušali spodkopati njegov vpliv. Odkar pa se je leta 1587 poskus močnega kneza Ivana Šujskega, da bi Borisu odvzel oblast, končal tako, da je Šujski pristal v zaporu in bil v njem zadavljen, njegova širša rodbina pa razseljena po Rusiji, je bil Boris Godunov edini gospodar v Rusiji. Menda je tako obogatel, da bi lahko oborožil 100.000 vojakov. Fjodora je oddaljil od državniških poslov in sam sprejemal tuje poslance, pisma in darila. Visok in stasit, z vladarskim obnašanjem, lepim glasom, zelo izobražen je pri tujcih vzbujal simpatije. Angleži so ga naslavljali z "lord protektor Rusije".
Godunov se je izkazal kot uspešen vladar. Vodil je miroljubno in pametno zunanjo politiko. Pospeševal je zunanjo trgovino, zgradil mnoga obrambna mesta in trdnjave, ponovno osvojil zahodno Sibirijo (ki jo je leta 1585 za nekaj let iz ruskih rok iztrgal sibirski kan Küçüm) in uredil, da je bil metropolit moskovske cerkve povišan v patriarha (1589). Doma je podpiral interese nižjega plemstva, na katerega se je pri vladanju opiral.

## Smrt carjeviča Dimitrija in ljudska mržnja proti Godunovu
15. maja 1591 so na vrtu dvora v Ugliču našli sedemletnega carjeviča Dimitrija s prerezanim vratom; varuhinja ga je za trenutek izpustila izpred oči in ga potem našla v mlaki krvi. Umrl je brez glasu. Dimitijeva mati, Marija Nagoja, je za zločin obdolžila upravnika dvora, s katerim se ni razumela, njen brat Mihael, pa je takoj ukazal zvonjenje. Meščani, ki so pritekli, so razburjeni pobili oskrbnika, njegovega sina in vse sumljive.
Med ljudmi so se takoj razširile govorice, ki so za zločin krivile Borisa Godunova. Ta je sestavil preiskovalno komisijo pod vodstvom kneza Vasilija Šujskega, ki naj bi bil neodvisen in ne povezan z Godunovim. Komisija je ugotovila, da je carjevič dobil epileptičen napad, ko se je igral z nožem in se sam poškodoval. A očividca ni bilo.
Vsi, ki so bili v bližini dogodka, so bili kaznovani. Dimitrijeva mati je morala v samostan. Njena brata, Mihael in Jurij, sta bila izgnana v oddaljena mesta. Najslabše so jo odnesli prebivalci Ugliča. 200 jih je umrlo v mukah, mnoge so zaprli ali jim odrezali jezike. Tisti, ki niso bili kaznovani ali niso pobegnili, so bili izseljeni v Sibirijo, kjer so ustanovili mesto Pelim. Nazadnje je Godunov ukazal, da se dvorec carjeviča Dimitrija poruši, zvon cerkve, ki je klical k preplahu, pa pošlje za prebivalci v izgnanstvo.
Zagonetna smrt carjeviča je ostala do danes nepojasnjena. Neizpodbitno je, da je imel od nje korist edino Boris Godunov. Med ljudmi so se takoj začele širiti legende o njegovi krivdi, ki so se s časom samo še krepile. Pritajena mržnja proti Godunovu je naraščala in počasi je postal krivec za vse nesreče, ki so pestile Rusijo.
Leta 1591 je Godunov odbil napad Tatarov na Moskvo in jih v zasledovanju veliko uničil. Ljudje so bili prepričani, da je bil on tisti, ki je poklical Tatare, da bi prekril govorice o svoji krivdi in se maščeval zanje.
Leta 1592 je carica Irina rodila deklico. Ljudski glas je vedel, da je Godunov z njo zamenjal Fjodorovega sina.
Leta 1590 je prišlo do nove vojne s Švedi, v kateri so si Rusi pridobili nazaj ozemlja, ki jih je izgubil Ivan Grozni leta 1583 ob koncu livonske vojne.

## Izvolitev za carja
Po Fjodorovi smrti (1598) je Boris odigral genialno predstavo:
Po protokolu je carica Irena odredila sklic velike skupščine, da izbere novega carja. 500 bojarjev je soglasno izbralo Borisa Godunova; med njimi jih je bilo veliko podkupljenih, veliko preplašenih, tretji del pa je verjel zgodbi, da je umirajoči Fjodor Borisu obesil okrog vratu zlato verigo in s tem pokazal svojo voljo, da ga želi za naslednika.
Boris je ponujeno mu čast sprva odklonil in se pustil prositi, naj jo sprejme. Pred samostanom, kamor se je začasno umaknil, se je zbrala množica ljudi in s klici in jokom prosila dotlej osovraženega Godunova, naj sprejme carski položaj. Sprejel je, ko mu je patriarh Job sporočil, da ga bo sicer preklel.
Vendar Godunov ni bil povsem brez tekmeca. Mnogi so računali na Fjodora Nikitoviča Romanova, ki je imel za sabo veliko staro rusko rodbino in je bil v bližnjem sorodstvu z umrlim carjem.

## Boris kot ruski car
Sedemletno vladanje Borisa Godunova je minilo brez večjih spopadov s sosedi. Odbil je nekaj vdorov krimskega kana, nakar se je odločil za pogajanja. Krepila se je ruska oblast v Sibiriji. Veliko je imel stikov z Angleži. Poljaki in Švedi, čeprav sovražno razpoloženi proti Rusiji, so začeli spoštovati njeno moč. Mnogo mladih ruskih plemičev je bilo poslanih na študij v Evropo, tuji učitelj so prihajali v Rusijo. Godunov je dovolil luterancem graditi cerkve v Rusiji. Nekateri Rusi so si obrili brade.
Kljub vladarskim uspehom Boris v Rusiji ni bil priljubljen. Za bojarje je bilo žaljivo že to, da jim vlada car iz nižjega plemstva. Bilo je veliko dvorskih zarot, ki pa jih je car vse prestregel, saj si je ustvaril mrežo vohunov, ki jih je vodil njegov bratranec iz drugega kolena, Semjon Godunov (†1605). V dvorskih spopadih je bilo prizadetih veliko uglednih imen, med njimi tudi vsa rodbina Romanovih (s podtaknjeno obtožbo, da so hoteli zastrupiti carja). Očeta in mater bodočega carja Mihaela Romanova je Godunov poslal v samostan: očeta Fjodora v Arhangelsko območje, kjer je dobil meniško ime Filaret, mater in z njo šestletnega Mihaela pa v samostan ob Oneškem jezeru.
V letih 1601-04 je prizadela Rusijo velika lakota, ki je pripeljala celo do ljudožerstva. Potem je prišla še kuga. Samo v Moskvi je umrlo 120.000 ljudi (navaja se tudi številka 500.000). Vzniknile so govorice, da je neka vedeževalka prerokovala Borisu, da bo vladal samo sedem let, potem pa bo prišla nad Rusijo velika nesreča. 

## Nastop lažnega Dimitrija in Borisova smrt
Pojavil se je bister in spreten menih, domnevno Grigorij Otrepjev, očitno dobro seznanjen z dogodki okrog smrti carjeviča Dimitrija. Začel se je proglašati za carjeviča Dimitrija, ki da leta 1591 ni bil umorjen, ampak zamenjan. Lažni Dimitrij je med ruskimi desidenti na Poljskem našel navdušeno podporo in dobil celo blagoslov papeža Klemena VIII. Godunov je naredil napako: ponudil je nagrado za izročitev Dimitrija in s tem mnoge prepričal, da gre za pravega carjeviča.
Lažni Dimitrij je oktobra 1604 z nekaj tisoč možmi prekoračil rusko mejo. Ker se ruski vojaki niso hoteli boriti proti sinu carja Ivana Groznega, je hitro zavzemal mesto za mestom. Šele januarja 1605 je Vasilij Šujski razbil njegovo vojsko. Godunov se je v Moskvi oddahnil in se takoj lotil kaznovanja Dimitrijevih pristašev. Bojarji so množično bežali k Dimitriju. Pridružila se mu je tudi velika skupina kozakov iz Ukrajine.
13. aprila 1605 je Borisu Godunovu, ko je predsedoval svetu bojarjev, nenadoma postalo slabo in istega dne je umrl. Oblast je predal svojemu sedemnajstletnemu sinu Fjodoru, vendar so tega zapustili tudi zadnji Borisu zvesti bojarji in vojaki. V Moskvi je izbruhnila vstaja, množica je člane rodbine Godunov okovane in na pol gole vodila skozi mesto, jih žalila in mučila, potem pa so sina Fjodora in njegovo mater poslali v Dimitrijev tabor, kjer sta izgubila življenje.
20. januarja 1605 je Lažni Dimitrij triumfalno vstopil v Moskvo. Bojarji in ljudstvo so ga priznali za novega carja. Naslednjih deset mesecev je vladal Rusiji. Začelo se je obdobje zmede, ki je trajalo do soglasne izvolitve prvega carja iz dinastije Romanovih, Mihaela Fjodoroviča, leta 1613.

## Boris Godunov v popularni kulturi
Aleksander Sergejevič Puškin je leta 1831 uporabil Borisovo dramatično življenje za osnovo svoji drami Boris Godunov. Po njej je bil napisan libreto za istoimensko opero Modesta Musorgskega. Kasneje je tudi Sergej Prokofjev napisal priložnostno glasbo k Puškinovi drami.
Boris Godunov je opera Modesta Musorgskega. Delo je nastalo med letoma 1868 in 1873 v Sankt Peterburgu v Rusiji. To je edina dokončana opera Musorgskega in velja za njegovo mojstrovino.